# Sklad Albina Ločičnika
Sklad Albina Ločičnika je ustanovila Slovenska prosveta v Trstu in od leta 2012 podeljuje štipendije, za katere se lahko potegujejo slovenski univerzitetni študenti in študentke inženirstva, ki imajo s stalno bivališče v Furlaniji Julijski krajini.
Inž. Albin Bine Ločičnik je bil rojen v Trstu leta 1919, oče je bil Štajerec in mati Primorka, a družina se je kmalu preselila v Maribor, kjer je Albin preživel otroštvo in zaključil osnovno šolo ter maturiral na realni gimnaziji. Nato se je vpisal na Univerzo v Ljubljani (tehniško fakulteto), kjer je diplomiral na gradbeniškem oddelku. A druga svetovna vojna ga je precej označila, saj so ga Italijani v Ajdovščini prijeli in zaprli, ker je bil zaveden Slovenec in ga odpeljali v taborišče Montecarlo-Savona v osrčje Italije. Po kapitulaciji so ga od tam nacisti leta 1943 preselili v Mantovo v koncentracijsko taborišče, od koder pa mu je uspelo pobegiti. Vrnil se je v Ajdovščino in se tam oženil z domačinko Evgenijo Stibilj. Po koncu vojne leta 1945 sta se z ženo preselila v Trst, ki so ga upravljali anglo-ameriški zavezniki. Bine Ločičnik je kmalu dobil službo in bil glavni inženir pri italijanskem cestnem podjetju Anas, kjer je ostal do leta 1954, saj so takrat Trst spet priključili Italiji. Mnogo let ni dobil italijanskega državljanstva, zato se ni mogel podpisovati pod svojimi načrti in projekti, ki jih je ustvarjal pri svojem gradbenem podjetjem, ki ga je odprl z družabnikom Carlinijem. Bil je zelo ugleden in spoštovan strokovnjak, ostal je zvest svojemu narodu in je bil prepričan demokrat ter je brez strahu povsod zagovarjal svobodomiselne ideje. Umrl je v Trstu leta 1989, njegova bogata strokovna knjižna zbirka (okoli 250 knjig), ki šteje publikacije s področja matematike in fizike, gradbenih konstrukcij, mehanike je zdaj na Univerzi v Mariboru, saj jo je podarila njegova vdova Evgenija Ločičnik leta 1991. Zaželela si je, da bi se na čim primernejši način ovrednotilo moževo ime in od tod ustanovitev sklada, ki je namenjen podeljevanju štipendij študentom, ki se odločajo za zahteven in dolgotrajen študij inženirstva.
Komisijo, ki pregleda prošnje za štipendije, izbere Slovenska prosveta, štipendije pa podelijo enkrat letno.